# Gand-Wevelgem 2014
La Gand-Wevelgem 2014, settantaseiesima edizione della corsa e valida come settima prova del circuito UCI World Tour 2014, si è svolta il 30 marzo 2014 su un percorso totale di 233 km. È stata vinta dal tedesco John Degenkolb, al traguardo con il tempo di 5h34'43" alla media di 41,8 km/h.
Al traguardo 153 ciclisti portarono a termine il percorso.

## Squadre partecipanti
| N.      | Cod. | Squadra                 |
| ------- | ---- | ----------------------- |
| 1-8     | CAN  | Cannondale Pro Cycling  |
| 11-18   | ALM  | AG2R La Mondiale        |
| 21-28   | AST  | Astana Pro Team         |
| 31-38   | BEL  | Belkin Pro Cycling Team |
| 41-48   | BMC  | BMC Racing Team         |
| 51-58   | FDJ  | FDJ                     |
| 61-68   | GRS  | Garmin-Sharp            |
| 71-78   | LAM  | Lampre-Merida           |
| 81-88   | LTB  | Lotto-Belisol           |
| 91-98   | MOV  | Movistar Team           |
| 101-108 | OPQ  | Omega Pharma-Quickstep  |
| 111-118 | OGE  | Orica-GreenEDGE         |
| 121-128 | EUC  | Team Europcar           |

| N.      | Cod. | Squadra                      |
| ------- | ---- | ---------------------------- |
| 131-138 | GIA  | Team Giant-Shimano           |
| 141-148 | KAT  | Team Katusha                 |
| 151-158 | SKY  | Team Sky                     |
| 161-168 | TST  | Team Saxo-Tinkoff            |
| 171-178 | TFR  | Trek Factory Racing          |
| 181-188 | AND  | Androni Giocattoli-Venezuela |
| 191-198 | COF  | Cofidis, Solutions Credits   |
| 201-208 | IAM  | IAM Cycling                  |
| 211-218 | MTN  | MTN-Qhubeka                  |
| 221-228 | TNE  | Team NetApp-Endura           |
| 231-238 | WGG  | Wanty-Groupe Gobert          |
| 241-248 | TSV  | Topsport Vlaanderen-Baloise  |

## Ordine d'arrivo (Top 10)
| Pos. | Corridore        | Squadra       | Tempo    |
| ---- | ---------------- | ------------- | -------- |
| 1    | John Degenkolb   | Giant-Shimano | 5h34'37" |
| 2    | Arnaud Démare    | FDJ           | s.t.     |
| 3    | Peter Sagan      | Cannondale    | s.t.     |
| 4    | Sep Vanmarcke    | Belkin        | s.t.     |
| 5    | Tom Boonen       | Omega Pharma  | s.t.     |
| 6    | Tom Van Asbroeck | Topsport      | s.t.     |
| 7    | Aleksej Catevič  | Katusha       | s.t.     |
| 8    | Jaŭhen Hutarovič | AG2R          | s.t.     |
| 9    | Thor Hushovd     | BMC Racing    | s.t.     |
| 10   | Jürgen Roelandts | Lotto-Belisol | s.t.     |